# Liste der Naturdenkmale in Ottersweier
| Naturdenkmale | Anzahl |
| ------------- | ------ |
| FND           | 1      |
| END           | 2      |
| Gesamt        | 3      |

Die Liste der Naturdenkmale in Ottersweier nennt die verordneten Naturdenkmale (ND) der im baden-württembergischen Landkreis Rastatt liegenden Gemeinde Ottersweier. In Ottersweier gibt es insgesamt drei als Naturdenkmal geschützte Objekte, davon ein flächenhaftes Naturdenkmal (FND) und zwei Einzelgebilde-Naturdenkmale (END).
Stand: 1. November 2016.

## Flächenhafte Naturdenkmale (FND)
| Name                     | Bild | Kennung     | Einzelheiten | Position | Fläche Hektar | Datum         |
| ------------------------ | ---- | ----------- | ------------ | -------- | ------------- | ------------- |
| Laufbach                 | BW   | 82160410003 | Ottersweier  | ⊙        | 3,5           | 30. Sep. 1986 |
| Legende für Naturdenkmal |      |             |              |          |               |               |

## Einzelgebilde (END)
| Name                     | Bild | Kennung     | Einzelheiten | Position | Fläche Hektar | Datum        |
| ------------------------ | ---- | ----------- | ------------ | -------- | ------------- | ------------ |
| Große Tanne              |      | 82160410001 | Ottersweier  | ???      | 0,0           | 7. Okt. 1959 |
| Große Tanne              | BW   | 82160410004 | Ottersweier  | ⊙        | 0,0           |              |
| Legende für Naturdenkmal |      |             |              |          |               |              |